# 大分交通100型電車
大分交通100形電車（おおいたこうつう100かたでんしゃ）は、1928年 - 1931年に大分交通が別大線用に16両を製造した路面電車車両である。
また、重連対応の総括制御や密着連結器を改造した150型についても記述する。

## 概要

### 改造
16両のうち8両は、重連対応の総括制御や密着連結器付に改造し車番に+50番を付けた。

## 各車状況

### 廃止時
100型
- 102・104-107・110・111・115 - 11,887×3,087×2,336mm、自重14.2t、定員80（座席32）名

150型
- 151・153・158・159・161・163・164・166 - 12,387×3,087×2,336mm、自重15.3t、定員80（座席32）名